# Dirk Dzemski
Dirk Dzemski (* 16. Juni 1972 in Halle (Saale)) ist ein deutscher Boxtrainer und ehemaliger Boxer.

## Amateurkarriere
Dzemski begann im Alter von sechs Jahren beim Club Görzig Fuhneland e. V. in Köthen mit dem Boxsport, seine ersten Trainer waren sein Vater Dittmar Dzemski und Detlef Meyer. Er boxte als Amateur von 1982 bis Februar 2000. Zu DDR-Zeiten wurde er viermal Bezirksmeister, gewann zweimal die Bezirksspartakiade, 1985 den Ostseepokal und 1986 die DDR-Schülermeisterschaft, zudem wurde er 1987 und 1989 jeweils Zweiter bei der Kinder- und Jugendspartakiade.
Nach der Wiedervereinigung wurde er insgesamt siebenmal Landesmeister von Sachsen-Anhalt und viermal Nordwestdeutscher Meister. Bei Deutschen Meisterschaften gewann er 1992 und 1993 Bronze im Weltergewicht sowie 1996 Bronze im Halbmittelgewicht. Beim prestigeträchtigen Chemiepokal in Halle (Saale) gewann er 1993 Bronze und 1994 Silber. Eine weitere Bronzemedaille im Halbmittelgewicht gewann er 1994 bei den Goodwill Games in Sankt Petersburg, nach einer Niederlage im Halbfinale gegen Juan Carlos Lemus.

## Profikarriere
Dirk Dzemski wurde im Jahr 2000 Profiboxer im neugegründeten Magdeburger Boxstall SES und gewann sein Debüt bei der ersten Veranstaltung von SES, am 29. April 2000 in Dessau. Trainiert wurde er von Werner Kirsch.
Seinen bedeutendsten Gegner boxte er am 17. Juli 2004 in Dessau; er verlor dabei durch TKO in der siebenten Runde, nach verletzungsbedingter Aufgabe, gegen Sebastian Sylvester. Bis zum Kampfabbruch hatte er auf den Punkzetteln hinten gelegen und war in der ersten Runde angezählt worden.
Sein nächster wichtiger Kampf, um den EU-Titel der EBU im Mittelgewicht, stieg am 9. September 2006 in Hamburg. Er verlor dabei durch TKO in der ersten Runde gegen Mahir Oral. Nach diesem Kampf beendete er seine Karriere.

### Titelgewinne als Profi
- 4. Juni 2005: Weltmeister (NBA) im Mittelgewicht durch Sieg gegen Said Yazidu (1 Titelverteidigung)
- 8. Juni 2002: Weltmeister (NBA) im Mittelgewicht durch Sieg gegen Kippy Warren (4 Titelverteidigungen)
- 13. April 2002: Deutscher Meister (BDB) im Mittelgewicht durch Sieg gegen Orhan Ajvazoski
- 29. September 2001: Interkontinentaler Meister (NBA) im Mittelgewicht durch Sieg gegen Stefan Kaelin (2 Titelverteidigungen)
- 7. Juli 2001: Internationaler Deutscher Meister (BDB) im Mittelgewicht durch Sieg gegen Gotthard Hinteregger (1 Titelverteidigung)

## Trainertätigkeit
Dzemski schloss 1989 die zweistufige Trainerausbildung ab und erhielt im September 1990 die B-Lizenz. 2007 wurde er Cheftrainer beim Magdeburger Boxstall SES und trat damit die Nachfolge seines Trainers Werner Kirsch an.
Seine bekanntesten Schützlinge waren bisher Lukáš Konečný und Robert Stieglitz.

## Sonstiges
Dzemski besuchte die Kinder- und Jugendsportschule in Halle und machte die Ausbildung zum Kfz-Mechaniker, die er mit einem Facharbeiter abschloss. Zudem betreibt er ein Sonnenstudio und ein Transportunternehmen.
Er lebt in Görzig, ist verheiratet und Vater von zwei Söhnen.